# Deutsche in Pabianice
Die Deutschen in Pabianice (deutsch Pabianitz, 1940 kurzzeitig Burgstadt), die sich in dem Ort ab 1793 ansiedelten, waren ein Teil der deutschen Minderheit in Polen. Im Jahr 1860 bildeten sie 29 Prozent der Stadtbewohner, 1913 waren es 14 und 1921 noch 5,5 Prozent der Bevölkerung. Bis 1931 stieg der Anteil auf 9,8 Prozent.

## Anfänge der deutschen Zuwanderung
1793, im Jahr der preußischen Besetzung, sprach im dreizehnköpfigen Magistrat von Pabianice, einer Kleinstadt mit 467 Katholiken und 15 Juden, niemand deutsch. Einige Deutsche kamen als Beamte in den Ort, als er infolge der zweiten Teilung Polens in den preußischen Staat eingegliedert wurde. Samuel Gottfried Schimink war Schreiber und Johannes Schulz Intendant im Pabianitzer Amt. Johannes Gottlob Wolmar war für die Rechtsprechung zuständig. Wenige andere Deutsche sind in dieser Zeit nachweisbar.

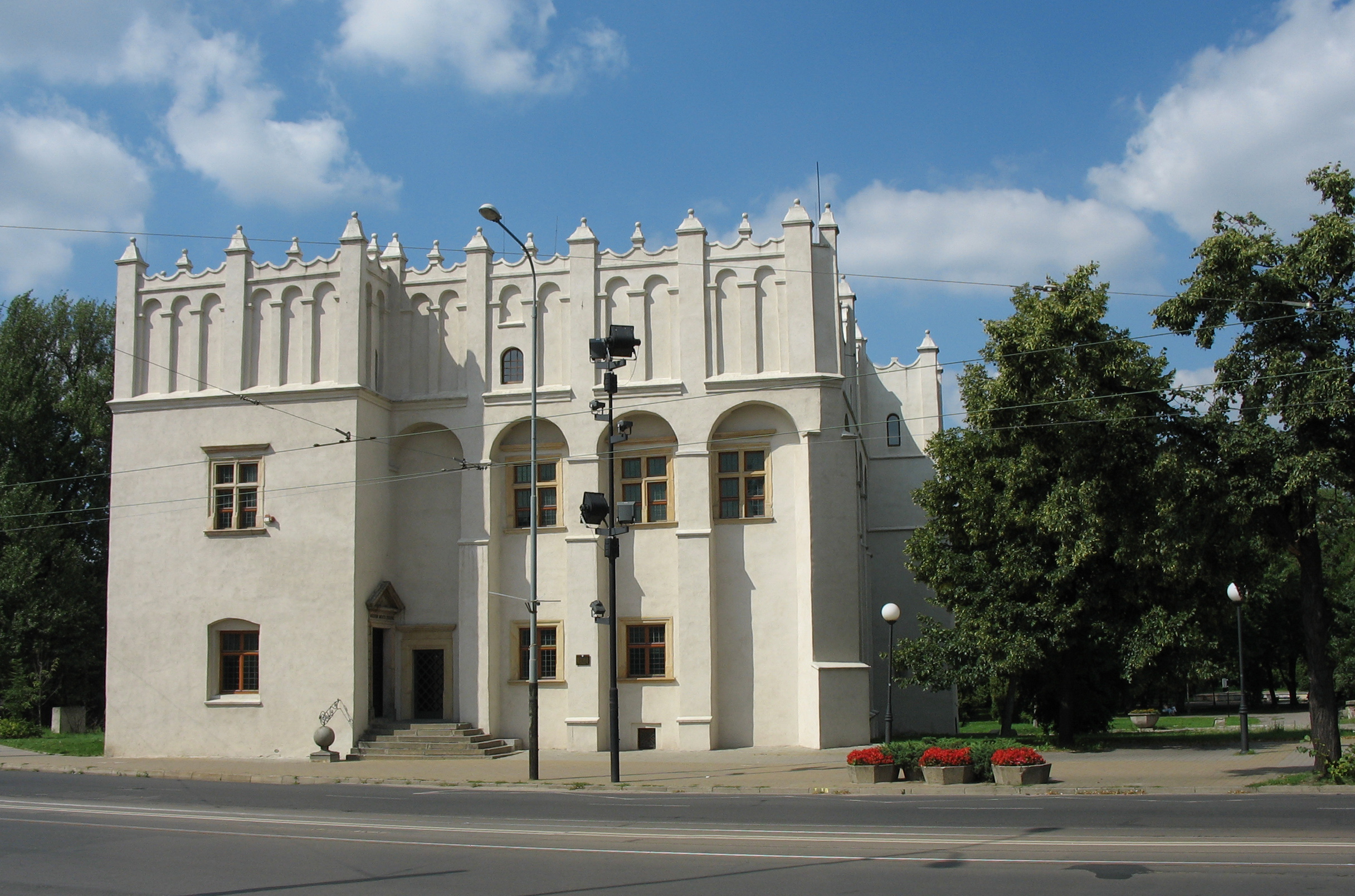
Das Schloss der Krakauer Bischöfe, 1793–1807 Sitz der preußischen Verwaltung, seit 1833 Rathaus

Die nächste Einwanderungswelle der deutschen Siedler kam in den zwanziger Jahren des 19. Jahrhunderts infolge des Wiener Kongresses. Pabianice lag nun im zum russischen Reich gehörenden Königreich Polen. Aufgrund des Vorhandenseins von Wasserläufen, günstigen Verkehrswegen und Holzreichtum erschien Pabianice geeignet für die Ansiedlung von Tuchmachern und Webern. Dadurch sollte Pabianice den Status einer Fabrikstadt erhalten. Die Regierung in Warschau schickte Werber in die deutschen Textilgebiete, vor allem nach Sachsen, Schlesien, Preußen und in das Sudetenland.

Pabianitz 1796

Auf dem Stadtplan des Jahres 1824 war auf der linken Seite des Flusses Dobrzynka das Stadtviertel "Neustadt" für die zuwandernden Handwerker verzeichnet. 1826 befanden sich in Pabianice bereits 30 aus Deutschland stammende Tuchmacher. Den Neuankömmlingen wurden anfänglich Räume im Schloss, dem alten Hof des Krakauer Kapitels, zur Verfügung gestellt. In den Hinterhäusern des Schlosses wurden die ersten Handwebstühle untergebracht. Jeder Siedler bekam später einen Bauplatz und eine Anleihe in der Höhe von 600 Złoty für die Errichtung eines Holzhauses oder 1.500 Zł für ein gemauertes Haus. Eine Walkmühle zur Verarbeitung, Verdichtung und Veredelung von Geweben wurde an dem Fluss Dobrzynka eingerichtet.

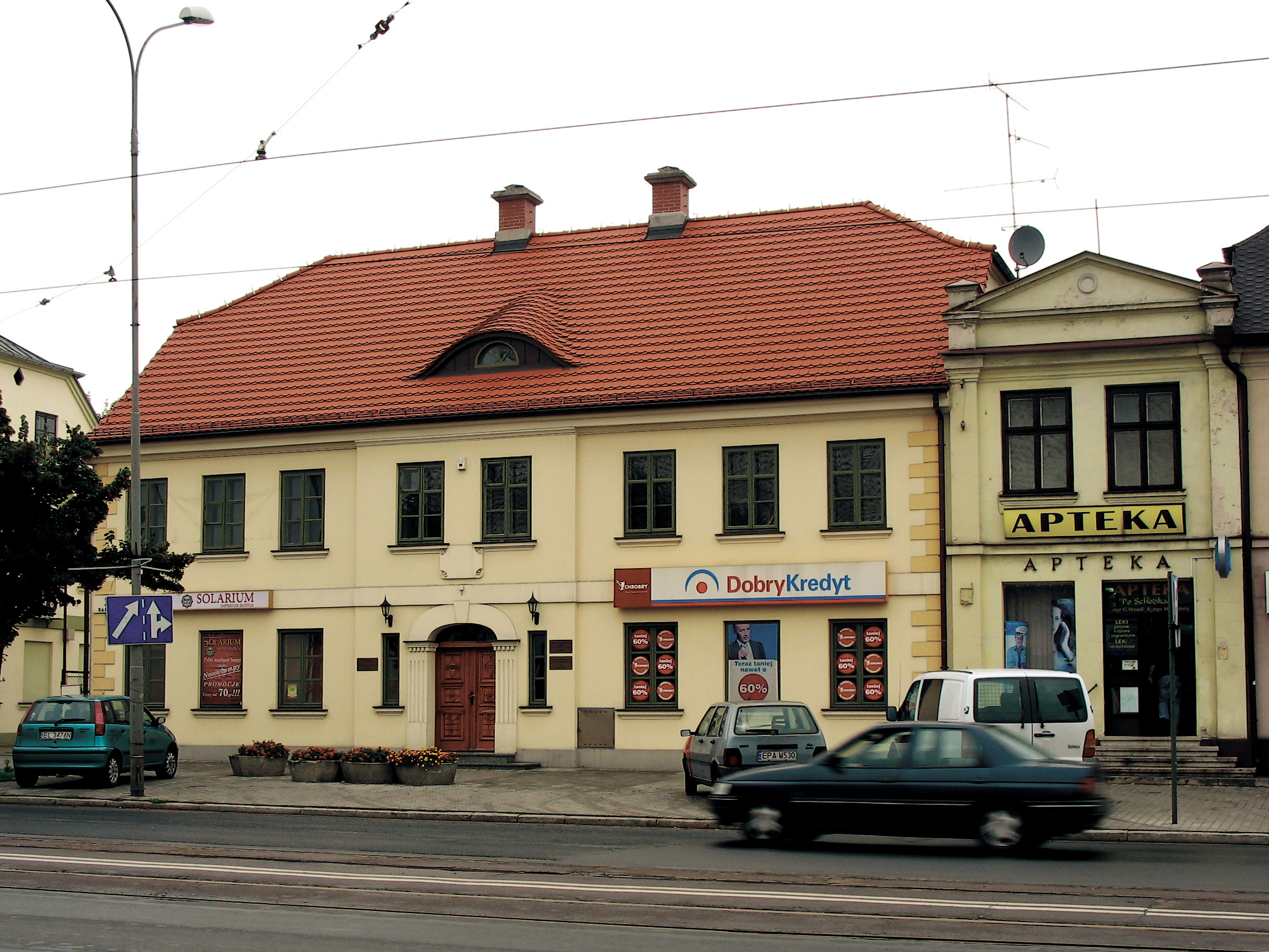
Ältestes erhalten gebliebenes Weberhaus der deutschen Weber, ab 1836 Haus von Benjamin Krusche

Die Mehrheit der deutschsprachigen Handwerker sammelte sich in der 1826 gegründeten Tuchmacherinnung. Die Bücher der Tuchmacherinnung wurden in polnischer und in deutscher Sprache geführt, da die Mehrheit der Mitglieder deutscher Abstammung war. 1836 stifteten sich die Tuchmacher die erste Fahne, 1854 die zweite. Von der zweiten ist nur die verzierte Spitze mit der deutschen Anschrift „Es lebe die löb Meisterschaft der Weberzunft in Pabianice“ erhalten.
Den Vorstand der Tuchmacherinnung bildeten fast ausschließlich deutsche Handwerker. Die Ältesten und Meister während der russischen Zeit waren unter anderem: Ambrosius Schulze und Gottlieb Krusche (in den Jahren 1826–1843), Josef August Führih und Józef Nowotny (1844–1846), Antonius Dinzer und Kilkar (1847–1849), Ambrosius Hazek (1850–1853), Josef August Führih und E. Krusche (1855–1864), Vincencius Dere und Josef Schnabel (1865–1877), Nikolaus Wendler (1878–1885), Franciszek Gryzel (1887–1894), Adolf Jaroszka (1906–1909) und Adolf Hille (1910–1917).
Eine preußische Erhebung ergab 1793, dass die Stadt 75 Häuser aufwies, 27 mit Schindeln und 48 mit Stroh gedeckt. Unter preußischer Herrschaft blieb der alte Markt unverändert, während die Neustadt schnell wuchs. Hier wurden im Jahre 1803 schon über 200 deutsche Hauswirte mit einer weit über 1000 Seelen liegenden Zahl notiert. 1817 sollen im Umkreise von einer Meile 250 evangelische Grundbesitzer gelebt haben, mit Angehörigen 1230 Personen.
Ein erster Plan der Migranten, auch eine evangelische Kirche zu errichten, scheiterte mit dem Abzug der Preußen 1806. Beim nächsten Versuch 1816 war unklar, ob für eine evangelische Kirche ausschließlich Pabianitz in Frage käme. Vor allem lag einem Oberamtmann Werner, dem Besitzer einer Schnapsbrennerei und Pächter des Pabianitzer Spiritusmonopols, viel daran, die Gründung einer Kirche in der Stadt wegen der Gefährdung seines Absatzes zu verhindern. Er überzeugte die Woiwodschaftskommission davon, die Kirche in Sulzfeld zu erbauen. Man hat damals auch Łódź zur evangelischen Parochie der Gegend vorgeschlagen. Diese Stadt hatte damals noch keine deutschen evangelischen Einwanderer.

## Industriebetriebe

### „Krusche & Ender“
Die bestverdienenden Fabrikanten deutscher Abstammung waren die Krusches und Enders. 1825 kam der Tuchmacher Gottlieb Krusche (geb. 1769 in Reichenau) aus Sachsen nach Pabianice. Am Anfang hatte er nur eine Handweberei mit neun Werkstätten für die Herstellung von Baumwollprodukten. 1850 ließ sein Sohn Benjamin die erste Dampfmaschine herbeischaffen. 1865 baute er ein Hauptkontor an der Zamkowa (Schloss-)straße 3. Das Unternehmen bekam viele Auszeichnungen in den internationalen Industrieausstellungen (in Warschau, Moskau und Paris) für die gute Qualität der Erzeugnisse. 1872 wurde Karl Ender aus Sachsen als Mitinhaber von Benjamin Krusche mit einbezogen. Bald baute er die Weberei für die Baumwollabfälle aus. Seit 1874 nutzte die Firma den Namen „Krusche & Ender“. In den 1880er Jahren haben die Eigentümer der Baumwoll-Manufaktur weitere Preise in Industrieausstellungen (in Sankt Petersburg, Moskau und Warschau) bekommen. Ab 1896 hatte das Unternehmen das Recht auf seinen Waren das russische Staatswappen (zweiköpfiger Zarenadler) zu benutzen. 1891 wurde eine Feinspinnerei eingerichtet, die eine Herstellung von Unterwäschestoffen ermöglichte.

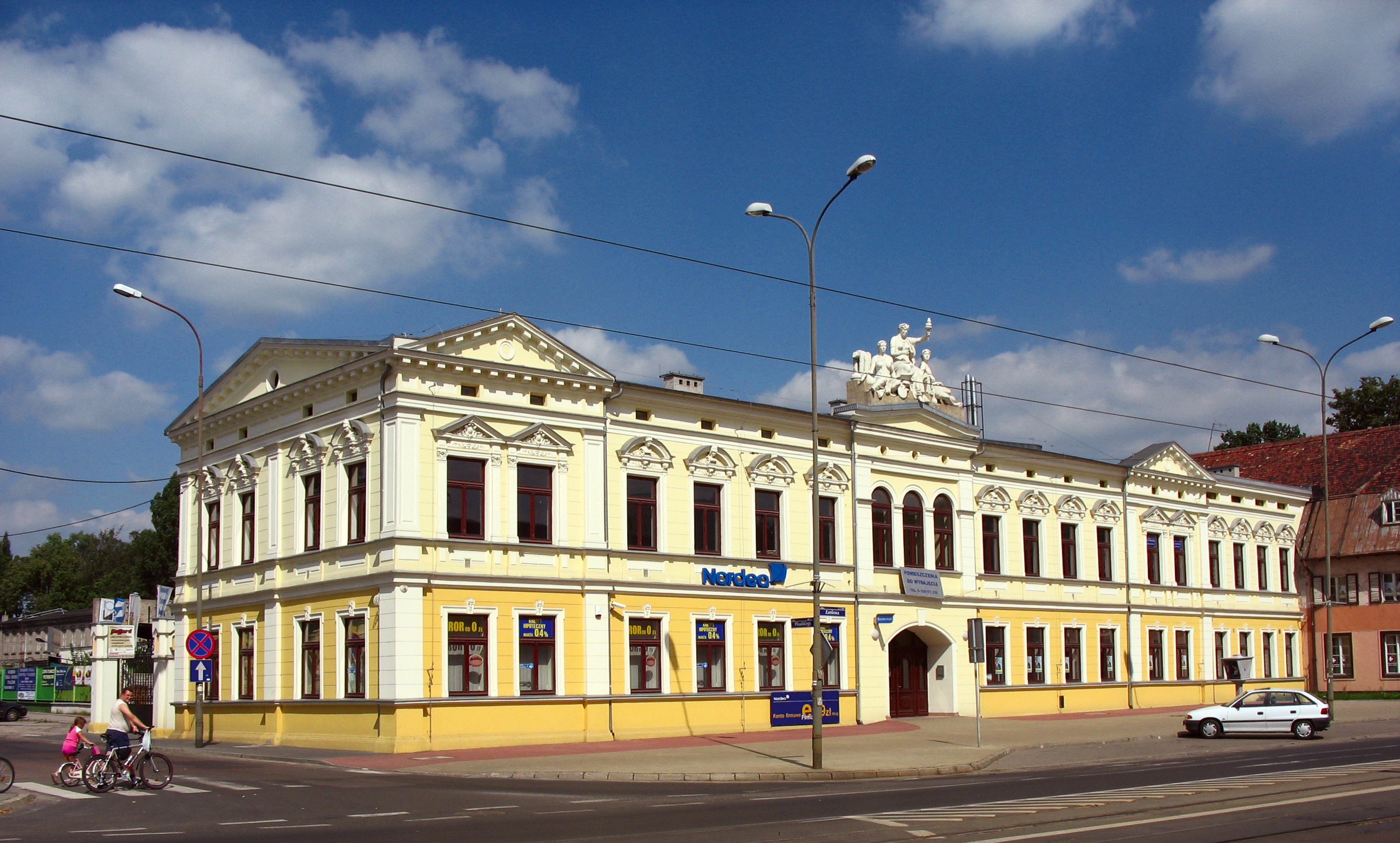
Das 1865 erbaute Hauptkontor der Firma „Krusche & Ender“

1899 wurde die Firma in die Aktien-Gesellschaft der Pabianicer Baumwoll-Manufakturen „Krusche & Ender“ mit einem Stammkapital in der Höhe von 3.500.000 Rubel umgewandelt. Die Gründer der Aktiengesellschaft waren Karl Ender, Hermann Krusche und Theodor Ender. Ein Jahr später bekam das Unternehmen eine Goldmedaille auf der Pariser Ausstellung. Die Mitglieder des Vorstandes der Aktiengesellschaft waren seit 1908 Theodor Ender (Vorsitzender und Generaldirektor), Felix Krusche (Technischer Direktor), Theodor Hadrian (Geschäftsdirektor), Ludwig Knothe (Technischer Direktor) und Alfred Scholz (Leiter des Hauptlagerhauses in Lodz). Das Hauptverkaufsbüro befand sich in Lodz. Die Firma besaß auch Warenlager in Warschau und Russland. 1911 beschäftigte die Firma 4.303 Arbeiter und produzierte 20.569.371 Meter Stoff.

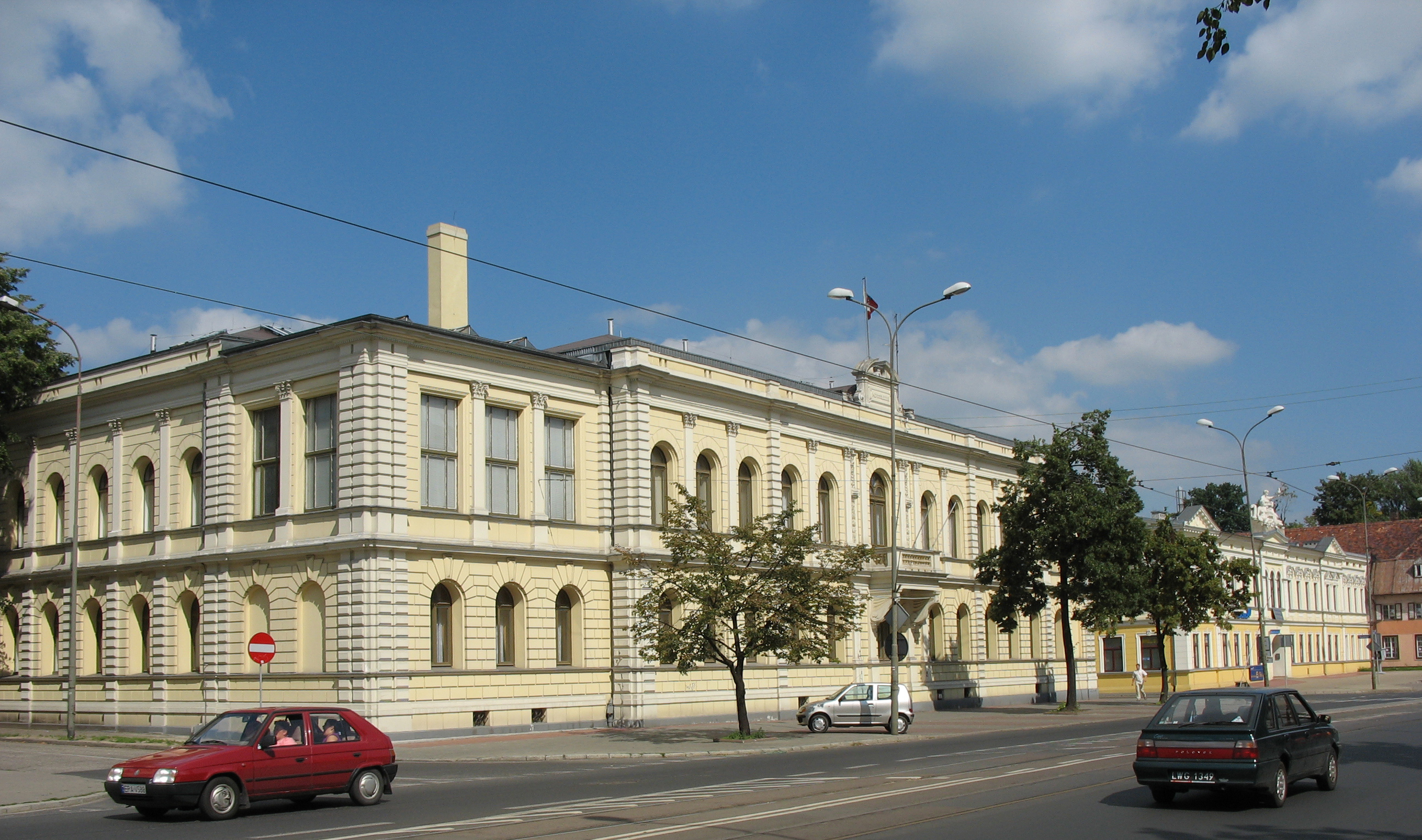
Das 1883 erbaute Palais der Enders an der Schlossstraße

 Für die Beschäftigten richtete die Aktiengesellschaft „Krusche & Ender“ Institutionen sozialen und bildungskulturellen Charakters ein. 1869 etablierte Benjamin Krusche die erste Krankenkasse für Arbeiter. Aus Initiative von Auguste Ender (geb. Krusche) begann man 1882 mit dem Bau der Arbeiterhäuser („Familienhäuser“). 1895 wurde das Gebäude an der Skromnastraße (heute Wyszyńskiegostraße) errichtet, wo später die Elementarfabrikschule ihren Platz fand. 1905 wurde die Fabrikbibliothek und 1906 eine kostenlose Badeanstalt für die Arbeiter an der Grobelnastraße eingerichtet. Das 1909 erbaute Fabrikkrankenhaus an der św. Rochastraße besaß 50 Betten und ein Ambulatorium.
Firma „Krusche & Ender“ prägte ebenso die sozialen Tätigkeiten auf Stadtebene. Sie überwies im Jahre 1900 10.000 Rubel für den Bau der katholischen Kirche in der Neustadt. 1910 erklärte sie sich bereit, 4.000 Rubel für den Bau der katholischen Kinderbewahranstalt an der St.-Johannes-Straße zu stiften. Für den Bau des städtischen Krankenhauses in den Jahren 1904–1907 hat die Aktiengesellschaft 10.000 Rubel und für die Errichtung der Abteilung für Geisteskranke im Jahre 1908 zusätzliche 1.000 Rubel gespendet. Das Unternehmen deckte auch die Defizite der Pabianicer Handelsschule. In den Jahren 1899 bis 1905 zahlte es in die Schulkasse 51.320 Rubel ein.
1926 feierte die Firma ihr 100-jähriges Bestehen. Aus diesem Anlass überreichten Felix Krusche und Stefan Ender dem polnischen Präsidenten Ignacy Mościcki ein Erinnerungsalbum mit den Aufnahmen der Firma. 1930 kam es zur Vereinigung der Firma „Krusche & Ender“ mit der Aktiengesellschaft „Moszczenicer Manufaktur T. Ender & Erben“. In der Zwischenkriegszeit produzierte man Wäschestoffe, Farbleinen, Druckgewebe, Bett- und Tischdecken, Taschen- und Tischtücher sowie Velours. 1938 betrug die Höhe des Unternehmenskapitals 14.875 Millionen Złoty, und die Zahl der Beschäftigten belief sich auf 4.130 Personen. Im gleichen Jahr hat man mit dem Bau der Fabrik zur Produktion technischer Materialien in Baranów bei Sandomir begonnen.

### R. Kindler

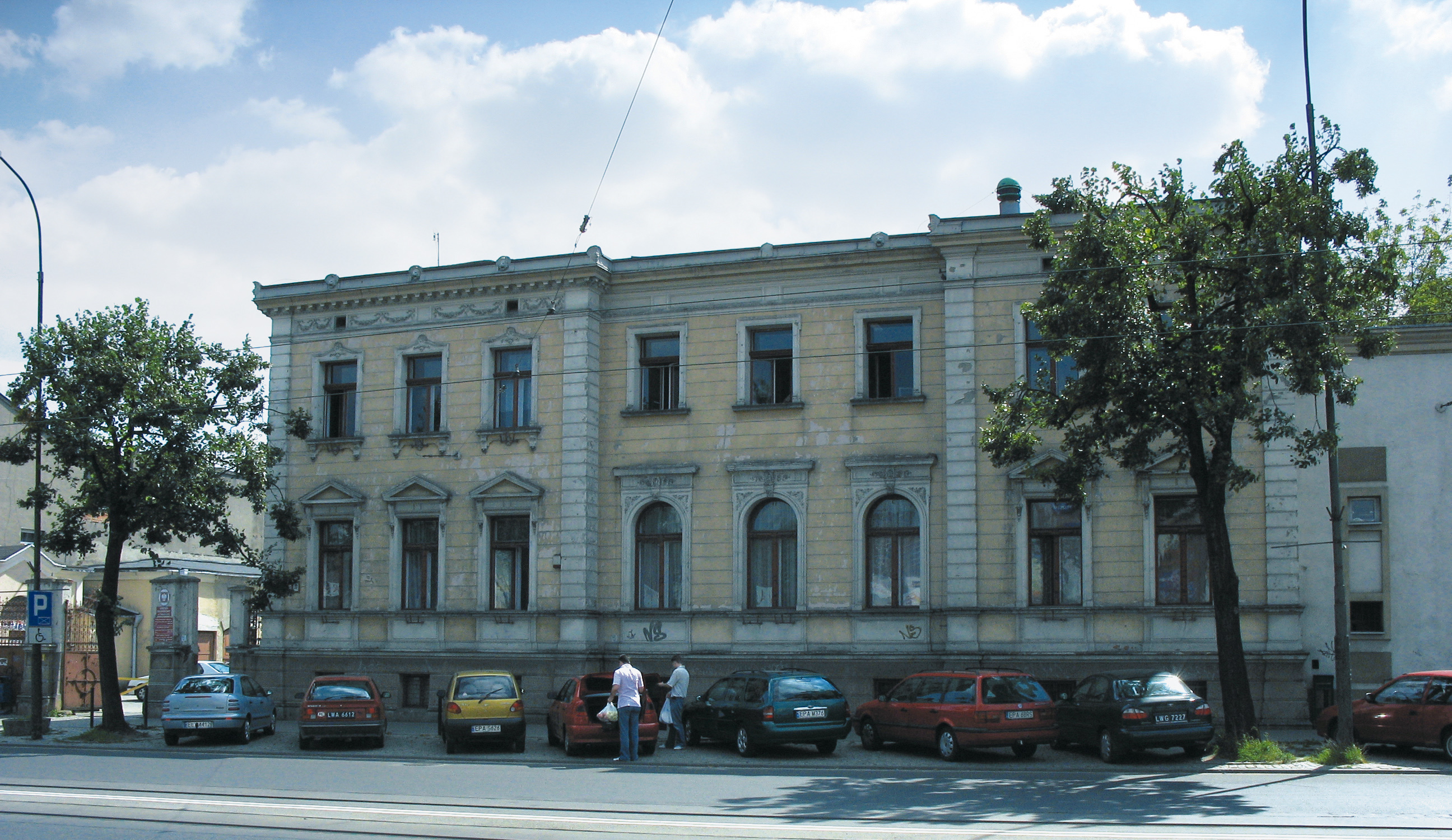
Das in den 1880er Jahren erbaute Palais der Familie Kindler

Die drittbedeutendste deutsche Fabrikantenfamilie war die Familie Kindler. Rudolf Kindler kam 1848 als erster Vertreter dieser Familie nach Pabianice und nahm die Stelle des Leiters der Färberei bei Benjamin Krusche an. 1859 machte er sich selbstständig, indem er einige Dutzend Webstühle installierte. 1861 gründete er eine Handweberei für wollene und halbwollene Waren, die sich aus 68 Webstühlen und einer Färberei zusammensetzte. Schon 1865 nahm er teil an einer Industrieausstellung in Moskau, und in der Landwirtschaftlich-industriellen Ausstellung in Paris bekam er eine Medaille. 1879 beschäftigte das Unternehmen 650 Arbeiter, und nahm damit den zweiten Platz in der Wollbranche in ganz Kongresspolen ein.

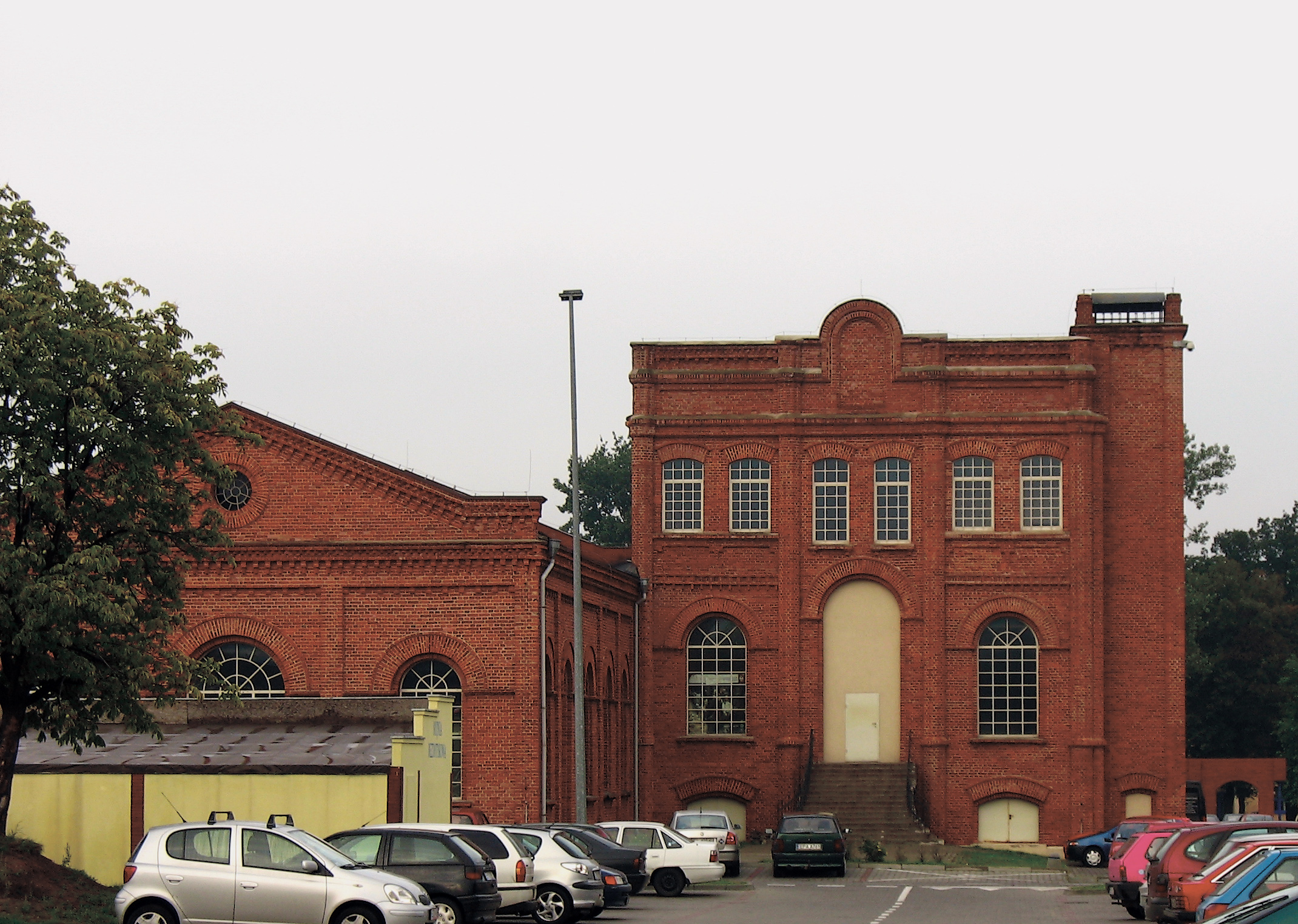
Die restlichen noch erhaltenen Gebäude der Fabrik von Rudolf Kindler, nach dem Abriss im Jahre 2002

1888 entschied sich die Wollmanufaktur von Rudolf Kindler zur Umwandlung in eine Aktiengesellschaft. Die Firma nahm den Namen: „Aktiengesellschaft Halbwollener Waren R. Kindler“ an. Das Stammkapital betrug 1.000.000 Rubel. Es wurde in 1.000er Aktien geteilt, deren nomineller Wert bei einer Höhe von 1.000 Rubel lag. Dieses war typisch für ein Familienunternehmen. In der Gruppe der Gründer befanden sich Rudolf, Ludwig und Oskar Kindler.

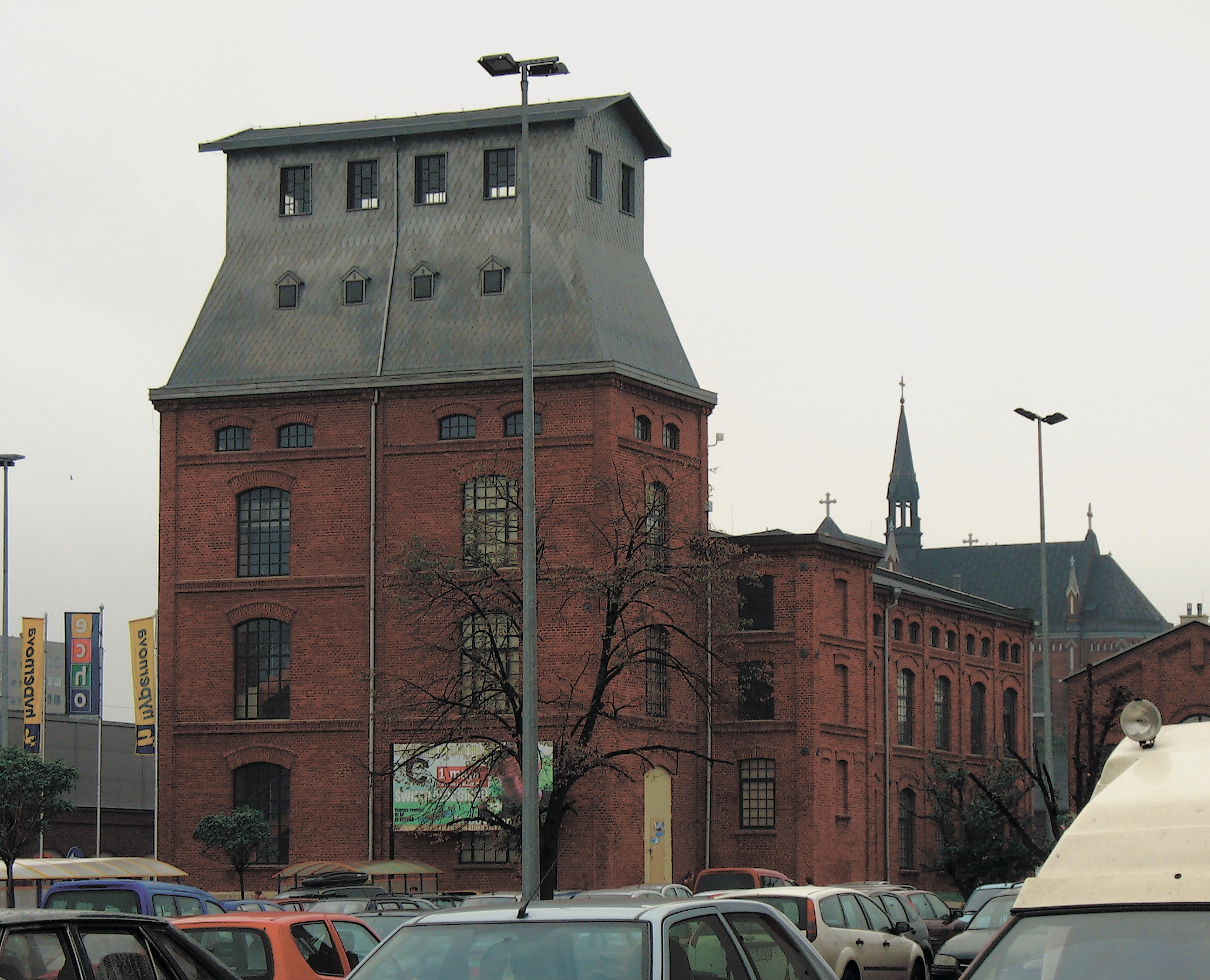
Der erhalten gebliebene Wasserturm der Fabrik von Rudolf Kindler

 Die weiteren Erfolge brachten die 1890er Jahre. Bei der Allrussischen Industrie- und Handwerksausstellung 1896 in Nischni Nowgorod erwarb das Unternehmen das Recht, auf ihren Produkten das Staatswappen zu benutzen. Den Absatzmarkt der Kindlerschen Firma bildete das Russische Reich. Um die Jahrhundertwende führte das Unternehmen Investitionen in Pabianice durch. Die Anlagen in der Gegend der Schloss- und Ogodowastraße (heute Trauguttastraße) wurden ausgebaut. Im Jahre 1913 wurde die Aktiengesellschaft R. Kindler zum Marktführer in der Wollindustrie Kongresspolens.
Die Aktiengesellschaft R. Kindler bemühte sich ebenso in sozialer und bildungs-kultureller Richtung, indem entsprechende Institutionen auf dem Firmengelände erschaffen wurden. Um das Jahr 1872 gründete Rudolf Kindler eine Krankenkasse für die Arbeiter. 1879 etablierte Julius Kindler eine Feuerwehr, die aus neun uniformierten und mit spezieller Ausrüstung ausgestatteten Feuerwehrmännern bestand. Um 1898 wurde die Lebensmittelgenossenschaft für die Beamten gegründet. 1904 wurde ein Gebäudekomplex des Stadtkrankenhauses an der Bocznastraße (heute Żeromskiegostraße) errichtet. Die Unterhaltung der 45 Krankenbetten des Krankenhauses kostete 21.000 Rubel. Der Chefarzt des Krankenhauses war ein bekannter Sozialarbeiter, Witold Eichler. 1906 begann die Elementarschule für Arbeiterkinder ihre Tätigkeit. Unterstützend für beide Schulen funktionierte eine 1905 gegründete Bibliothek, die 3.000 Bücherbände besaß.
Die Firma R. Kindler förderte finanziell Pabianicer Bürgerinitiativen. Im Jahre 1900 hat die Firma 4.000 Rubel für den Bau der katholischen Marienkirche gespendet sowie alle Eichentüren für die Kirche, die 3.000 Rubel gekostet haben. 1910 spendete das Unternehmen 2.000 Rubel für den Bau der katholischen Kinderbewahranstalt. In den Jahren 1904 bis 1907 hat es den Bau des städtischen Krankenhauses mit 9.050 Rubel unterstützt. Zusätzlich spendete es für die Einrichtung der Abteilung für Geisteskranke im Jahre 1908 570 Rubel. Die Aktiengesellschaft R. Kindler deckte auch die Defizite der Pabianicer Handelsschule. In den Jahren 1898 bis 1905 zahlte sie in die Schulkasse 37.692 Rubel ein.
Die Entwicklung der Firma wurde durch den Ausbruch des Ersten Weltkrieges unterbrochen. Die Verluste des Unternehmens stiegen auf 5 Millionen Goldfranken, in Russland bis auf 100.000 Pfund Sterling. In der schwierigen Zeit fehlte der tatkräftige Unternehmer Oskar Kindler, der am 23. Dezember 1918 in Warschau verstorben war. Er hatte als ein Mitglied des Staatsrats die Interessen der Industrie im Königreich Polen verteidigt. Trotz aller Bemühungen konnte sich die Firma nach Kriegsende nicht mehr erholen und musste letztlich Bankrott anmelden. 1927 gründeten die englische Firma „F. Willey & Co. Ltd“ und die Staatskasse die Aktiengesellschaft der Pabianicer Textilwerke vormals R. Kindler.

### Schweikert und Resiger
Die deutschen Fabrikanten spielten auch eine wichtige Rolle in der Chemieindustrie. Ende der 1880er/Anfang der 90er Jahre wurde die Chemiestoff-Manufaktur von Ludwig Schweikert und Robert Resiger gegründet. Bald schloss sich Emanuel Frölich an, dank ihm konnte die Produktion um neue Artikel erweitert werden. Die Firma nahm den Namen: „Anilin- und Chemiefarbstoff und Pharmazeutische Manufaktur Schweikert & Frölich“ an. Von dieser Zeit an begann die Epoche der ununterbrochenen Entwicklung. Noch vor dem Jahre 1898 wurde die pharmazeutische Abteilung gegründet. Schließlich wurde das Unternehmen zum Zentrum des Interesses des schweizerischen Kapitals.
1899 kam es zu einem Zusammenschluss der Firma Schweikert und Frölich mit der schweizerischen Aktiengesellschaft „CIBA AG“ aus Basel. So entstand die „Pabianicer Aktiengesellschaft für Chemische Industrie“. Der Status wurde von Zar Nikolaus II. genehmigt. Das Stammkapital in der Höhe von 750.000 Rubel wurde in 1.500 Aktien mit dem Wert von je 500 Rubel geteilt. Die Hauptaktionäre waren Ludwig Schweikert und Emanuel Frölich.
Die aufgrund der Gründung der Aktiengesellschaft gewonnenen Mittel ermöglichten die Durchführung weiterer Investitionen. Im Jahre 1900 begann man mit dem Bau eines einstöckigen Hauptgebäudes, das sich entlang der gesamten Sachsenstraße (heute Piłsudzkiegostraße) zog. 1910 begannen die Arbeiten in der Abteilung, die Natriumsulfid und Ameisensäure produzieren sollte. Man fing auch mit der Antichlorproduktion an und startete den Bau einer Kläranlage auf dem Gelände der Müllersiedlung „Pliszka“. Die Firma gehörte zu den größten chemischen Unternehmen in Kongresspolen (hinsichtlich des Produktionswertes und der Anzahl der Beschäftigten). Den Absatzmarkt bildete Russland, wo um 1900 eine Abteilung der chemischen Werke in Moskau gegründet wurde und ein Verkaufsbüro seinen Platz nahm.
Die Entwicklung des Unternehmens wurde durch den Ausbruch des Ersten Weltkrieges im Jahre 1914 unterbrochen. Die deutschen Besatzer beschlagnahmten einen Teil der Produkte und Halbfabrikate sowie Maschinen. Die Produktion wurde beschränkt. Ludwig Schweikert wurde festgenommen, und nach der Freilassung reiste er nach Russland ab, wo er 1916 in Moskau verstarb. Die Wiederaufnahme der Produktion erfolgte erst nach der Wiedergewinnung der polnischen Unabhängigkeit.
In der Zwischenkriegszeit produzierte die „Pabianicer Aktiengesellschaft für Chemische Industrie“ organische und künstliche Pigmente, Chemikalien und pharmazeutische Präparate. Die Firma hatte ihre Handelsvertretungen in: Danzig, Warschau, Bielitz, Lemberg, Posen und Wilna.

### R. Saenger
Mit der Tätigkeit der Fabrikanten deutscher Abstammung ist auch die Entwicklung der Papierindustrie in Pabianice verbunden. Die Papierfabrik wurde von Leonhard Fessler im Jahre 1863 gegründet. 1874 wurde das Unternehmen von Robert Saenger aus Warschau erworben. Anfangs produzierte man Packpapier für die Pabianicer und Lodzer Industrie, Pappen, Hülsen und Spulen für die Spinnereien. Nach dem Tod von Robert Saenger im Jahre 1879 wurde die Firma von Artur Steinhagen (einem Verwandten des Besitzers) übernommen.
Das Unternehmen gehörte drei Personen: Oskar Saenger, seiner Mutter Marinna Saenger und Schwester Baronin Ike-Dunikowski. Die allgemeine Tendenz zu einer Konzentration der Industrie bewegte die Eigentümer zur Gründung einer Aktiengesellschaft. 1898 wurde das Unternehmen als „Aktiengesellschaft Pabianicer Papier Manufaktur Robert Saenger“ registriert. Die Firmenvorsitzenden waren: Marinna und Oskar Saenger ebenso wie Andreas Ike. Das Stammkapital in der Höhe von 750.000 Rubel wurde in 1.500 Aktien mit dem Wert von je 500 Rubel geteilt. In der Firma arbeiteten 160 Arbeiter in einer Schicht. Bis 1903 war die Zahl der Beschäftigten bis auf 360 Personen gewachsen.
Gemäß Angaben aus dem Jahre 1908 hat die Aktiengesellschaft R. Saenger Pack-, Schreib-, Werkstatt- und Mundstückpapier von hoher Qualität produziert. Das Unternehmen beschäftigte 380 Arbeiter – Frauen und Männer. Bis zum Ausbruch des Ersten Weltkrieges produzierte das Unternehmen 450 bis 500 Tonnen Papier monatlich. Außer den oben aufgelisteten Produkten stellte die Firma auch Anschlag- und Albumpapier von ausgezeichneter Qualität her. Die Firma blieb in den Jahren 1914 bis 1918 ohne Schaden. Die Maschinen wurden nicht von den deutschen Besatzern demontiert.
Die Familie Saenger war darauf bedacht sich zu vergrößern, indem sie weitere Papierfabriken in ihre Hände bringen wollte. In der Zwischenkriegszeit war das Pabianicer Unternehmen vereint mit Papierwerken in Myszków und Warschau und fungierte unter dem Namen „Aktiengesellschaft der Papier und Zellulose Manufaktur Steinhagen und Saenger“. Die Pabianicer Fabrik war für das gute Verhältnis zwischen Arbeitgeber und Arbeiter bekannt sowie für die Unterstützung von sozialen Ereignissen.

### W. Krusche
Die Maschinenindustrie entstand in Pabianice im Jahr 1895, als Waldemar Krusche seine Fabrik gründete. Er stammte aus einer bekannten Fabrikantenfamilie. Das Unternehmen besaß eine eigene Eisengießerei und fertigte Teile für die Textilmaschinen und landwirtschaftliche Geräte an. Seit 1908 wurde Alex Krusche Miteigentümer der Maschinenfabrik und Eisengießerei. 1913 beschäftigte die Firma 180 Arbeiter.
In der Zwischenkriegszeit stellte das Unternehmen von W. Krusche Webstühle und landwirtschaftliche Geräte (Dresch- und Häckselmaschinen) her. Die Firma spezialisierte sich in der Anfertigung von Fräsen sowie Bohr- und Schleifmaschinen. Weitere Niederlassungen der Firma befanden sich in Kattowitz, Krakau, Posen und Warschau.

## Evangelische Kirchgemeinde

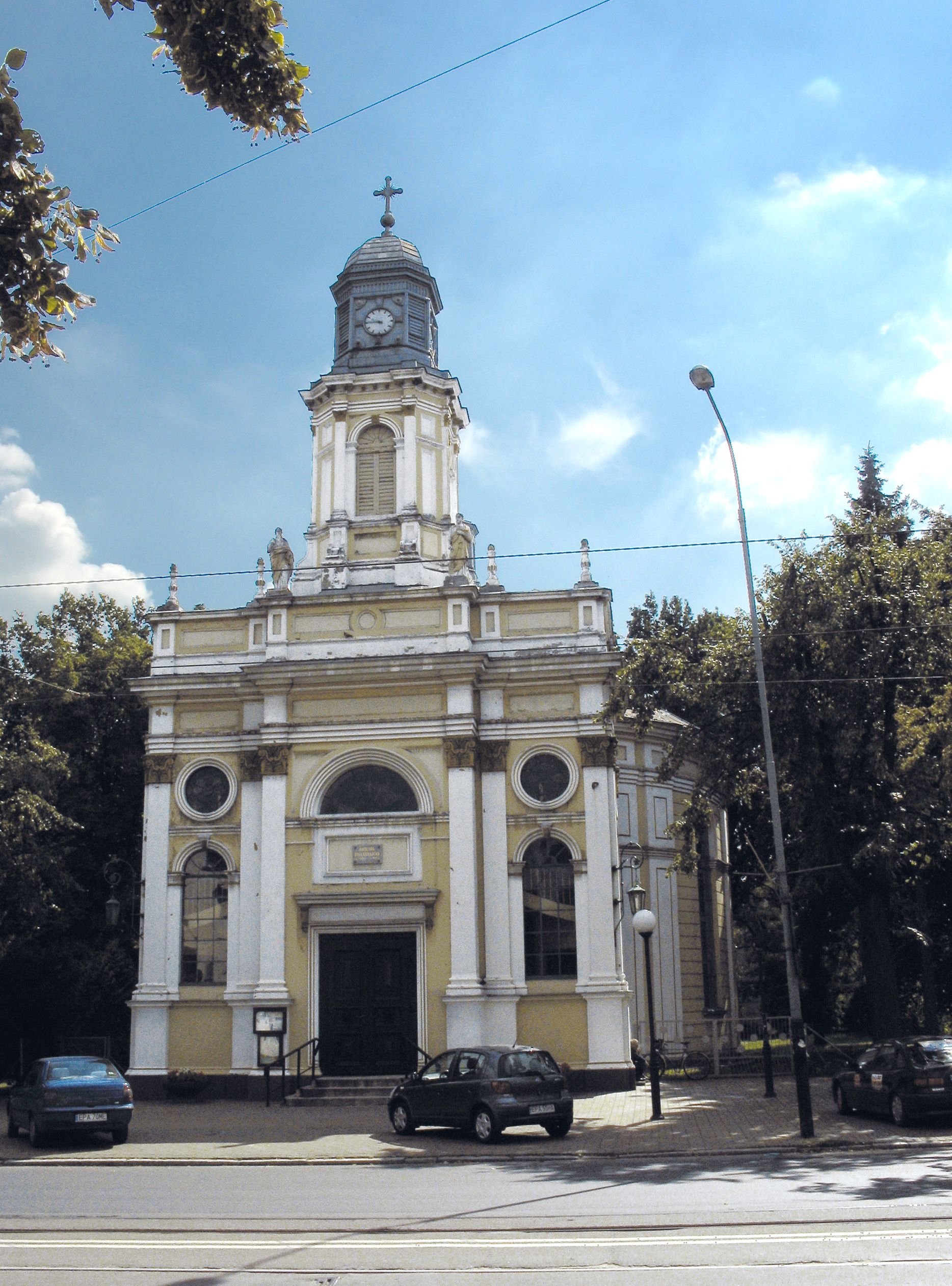
Die evangelisch-augsburgische St.-Peter-und-Paul-Kirche in Pabianice

Die Mehrheit der nach Polen einströmenden Einwanderer war evangelischer Konfession. 1827 wohnten in Pabianice 655 Protestanten, was 30,4 % der Bevölkerung ausmachte. 1848 registrierte man 1.416 Bewohner lutherischen Glaubens (34,3 %), und 1909 stieg die Zahl der Evangelischen in der Stadt bis 5.591 Gläubige, der Anteil sank allerdings auf 14,4 Prozent. In der Zwischenkriegszeit bildeten die Protestanten ungefähr 10 % der Population (1921 2.725, 1931 4.688).
Eine evangelische Übergangskapelle wurde um 1803 im Schloss eingerichtet, das damals Sitz der preußischen Verwaltung war. Die Gemeinde wurde von dem in Petrikau stationierten Feldprediger Friedrich Wilhelm Schramm betreut. Eine selbständige evangelisch-augsburgische Gemeinde wurde 1818 gegründet. Zum ersten Pastor von Pabianice wurde am 27. September 1818 Samuel Friedrich Jäckel berufen. Seit 1822 war die Stelle des Pastors für die folgenden fünf Jahre unbesetzt, und die Gemeinde wurde durch benachbarte Dorfkantoren und Pastoren versorgt. Aus diesem Grund verfiel die Gemeinde und musste 1827 neu gegründet werden. 1827 zählten die Behörden 320 lutherische Familien, davon in Pabianice 16 Familien. Zur Gemeinde gehörten 32 Ortschaften, vor allem deutsche Kolonien wie z. B. Effingshausen, Hochweiler und Königsbach. Im selben Jahr wurde Pastor Gottfried Hayn zum Seelsorger der Gemeinde gewählt. Man beschloss, die lutherische Kirche auf dem Grundstück am Neumarkt zu bauen, deren Bau 1827 abgeschlossen wurde. Das 1828 erbaute, mit Schindeln gedeckte Pfarrhaus befand sich östlich der Kirche, nahe am Fluss Dobrzynka. Als sich herausstellte, dass das Gebäude aufgrund des sumpfigen Bodens von Einsturz bedroht war, wurde empfohlen, die Kirche abzureißen.

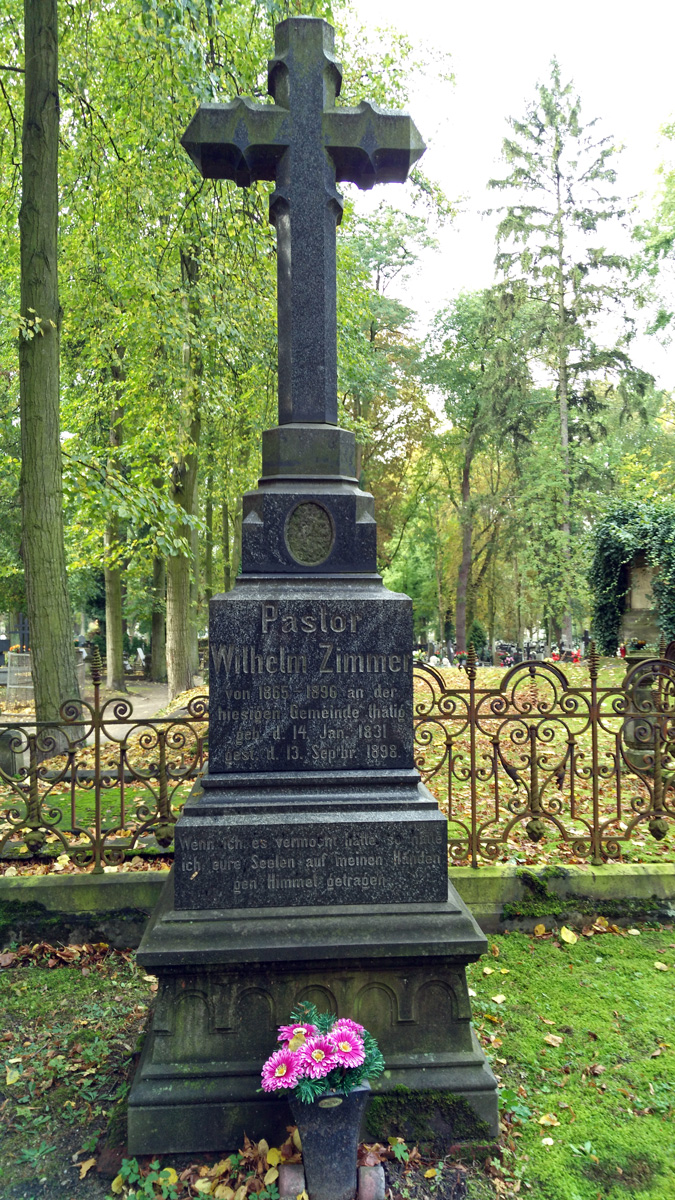
Grabmal Pastor Zimmer auf dem evangelischen Friedhof in Pabianice

Nach dem Tod des 26-jährigen Pastors Hayn wurde Pastor Daniel Gottlieb Biedermann eingeführt, zu dessen Hauptaufgaben die Vollendung des Kirchenbaus gehörte, die Ende 1830 erreicht wurde. Nach der Renovierung wurde die Kirche am 25. November 1832 von Superintendent Ernst Johann August von Modl aus Kalisch eingeweiht. In den nächsten Jahren wurde der Innenraum der Kirche restauriert. Im Jahr 1844 wurden bei der Firma Richter in Kalisch drei Glocken bestellt. Bernhard Wohlfart aus Pabianice erhielt den Auftrag, eine Orgel zu bauen. Auf Pastor Biedermanns Veranlassung schenkte Fabrikant Gottfried Herwig in Pabianice ein Altarbild mit dem Heiligen Abendmahl. 1853 stiftete Gottlieb Krusche einen marmornen Taufstein.
Ein evangelischer Friedhof wurde gegründet, wofür die Gemeinde angrenzend an den katholischen Friedhof Land auf dem Probstlande am Dłutower Weg erhielt. 1838 wurde die evangelische Elementarschule gegründet, die sich im Pastorat befand. 1843 besaß die Gemeinde bereits sechs Schulen, davon eine in der Stadt.
Gegen Ende der Amtszeit Pastor Biedermanns im Jahr 1864 zählte die Gemeinde 780 Familien mit 3.000 Seelen. Nach dessen Tod wurde Pastor Wilhelm Reinhold Zimmer gewählt. Das größte Verdienst erwarb sich dieser mit den Umbau der Kirche (1875–1876). Durch den Umbau des Glockenturms erhielt die Kirche eine neue Fassade, mit am Turm angebrachten Statuen des Bildhauers Alexander Pruszyński der Apostel Paulus und Petrus. Der alte hölzerne Glockenturm wurde abgetragen und auf dem Friedhof wieder errichtet.
Der Innenraum der Kirche wurde mit weißer Ölfarbe ausgemalt. Durch die Errichtung des zweiten Chores verfügte die Kirche jetzt über ca. 1.000 Sitzplätze. 1876 stiftete Rudolf Kindler zwei große Mosaikfenster aus Sachsen, die sich zu beiden Seiten des Altars befanden und umrahmt von Verzierungen die Taufe Jesu durch Johannes und Maria zu Füßen des Auferstandenen darstellten. Das Altarbild, ein Werk und Geschenk des Malers Adalbert Gerson, zeigt Jesus in Gethsemane.
1896 wurde eine neue Orgel von der Firma Gebrüder Walter in Gurau eingebaut und am Heiligabend eingeweiht.
1867 wurde der Evangelisch-Augsburgische Kirchengesangverein und 1881 der Posaunenchor gegründet.
Pastor Zimmer machte sich auch um die Stadt verdient, indem er Mitte der 1870er Jahre einen öffentlichen Park und Alleen anlegte. Er widmete sich darüber hinaus dem Schulwesen, wofür ihm die Regierung einen Orden verlieh. Am Ende seiner Amtszeit gehörten zur Gemeinde eine Kirche, sechs Bethäuser, siebzehn Friedhöfe, zehn Elementarschulen und ein Kantorat. Im Kantorat und den Schulen wurden 1.100 Kinder unterrichtet.
Zimmers Nachfolger Pastor Rudolf Moritz Schmidt (1896–1938) war Autor einer großen Anzahl religiöser Bücher in deutscher Sprache. Im Jahr 1904 zählte die evangelische Gemeinde ca. 12.400 Mitglieder und war damit die größte des Landes. Um den großen Besucherstrom der Kirche zu den Hauptgottesdiensten zu entlasten, mussten Nebengottesdienste eingeführt werden. So wurden Früh- und Abendgottesdienste gehalten. In den Jahren 1911 bis 1914 unterstützte Eugen Engel als zweiter Seelsorger Pastor Schmidt. Zusätzlich wurden Bibelstunden, Kindergottesdienste, Evangelisationsveranstaltungen, Missionsstunden, Missionsfeste und Festwochen eingeführt. Während Schmidts Amtszeit entstanden zahlreiche neue Institutionen und Vereine religiösen und sozialen Charakters. 1899 wurde eine evangelische Kinderbewahranstalt für Kinder zwischen 3 und 7 Jahren gegründet. Im Jahr 1900 wurde ein evangelisches Altenheim an der Wodnastraße eröffnet, finanziert aus Gemeindespenden.
1902 wurde ein neues Pastorat in der Nähe der Kirche an der Schlossstraße erbaut, das zu den schönsten Pfarrhäusern des Landes zählt. 1903 beschloss die evangelische Gemeinde den Bau eines Gemeindehauses für die Kinderbewahranstalt, die Kantoratsschule und den Konfirmandensaal, das 1904 fertiggestellt wurde.
Ebenfalls 1904 wurde am Friedhof ein Mausoleum im Jugendstil errichtet, das Sophie Kindler für ihren gestorbenen Mann Ludwig Kindler stiftete und mit einer Stiftung in der Höhe von 5.000 Rubel jährlich ausstattete. Im Jahr 1911 wurde es der evangelischen Gemeinde als Friedhofskapelle übergeben. 1904 entstanden der evangelische Jungfrauenverein sowie der Jünglingsverein mit Sitz an der Wodnastraße. 1909 entstand der evangelische Frauenverein, dessen Ziel vor allem die Betreuung der Armen und Kranken war.
Das evangelische Gemeindewesen verzeichnete auch in der Zwischenkriegszeit eine große Aktivität. 1927 feierte die Gemeinde ihr 100-jähriges Bestehen. Anlässlich dieses Festes wurde ein Buch über die Geschichte und das Wirken der evangelischen Gemeinde in Pabianice unter dem Titel „Hundert Jahre göttlicher Gnade und Arbeit an der ev. luth. Gemeinde zu Pabianice. Sind sie auch Dir zum Segen geworden?“ von dem Kirchenkollegium der Gemeinde veröffentlicht. Ende der 1930er Jahre entstand der Ausschuss der Organisation Polnischer Lutheraner, der die evangelischen Gottesdienste in polnischer Sprache initiierte. (Der erste polnische Gottesdienst wurde im Jahre 1900 abgehalten.) Seit 1938 (nach dem Tod Pastor Schmidts) waren Pastor Julius Rudolf Horn als Seelsorger und Erich Lembke als Vikar in der Gemeinde tätig.

## Katholische Kirchgemeinde

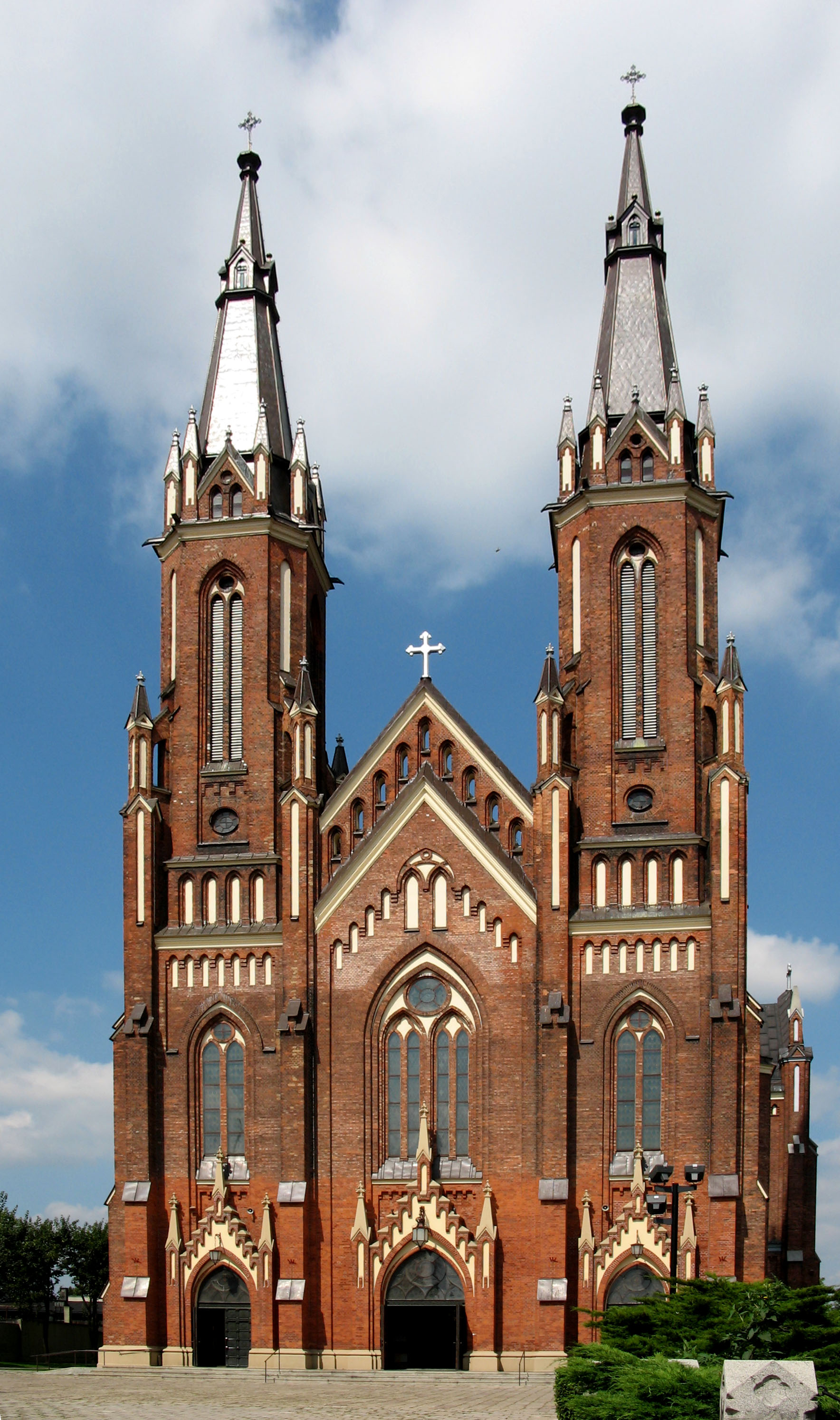
Die römisch-katholische Marienkirche in Pabianice

Ein Teil der Einwanderer war katholischen Glaubens. Ähnlich wie die Protestanten bemühten sie sich um Etablierung eigener religiöser Organisationen. 1871 gründeten sie den Männergesangverein „Leo“, welcher seinen eigenen Raum an der Fabrikstraße (ul. Fabryczna) 17 (heute ul. Waryńskiego) hatte. 1934 zählte der Verein 131 Mitglieder. Der Vorsitzende des Gesangsvereins war Bernhard Reinhold und der Dirigent Bruno Arndt. 1883 wurde der katholisch-deutsche Frauenchor „Cäcilie“ gegründet. Sein Sitz befand sich an der Poniatowskistraße 9. Der Chor zählte 123 Mitglieder. Der Vorsitzende des Frauenchors war Leonhard Rensch und Dirigent Robert Neumann. „Cäcilie“ schloss sich in den 1930er Jahren zusammen mit anderen Chören, um ein eigenes Gebäude an der Garncarskestraße (heute Komplex der Berufsschulen Nr. 3) zu erbauen.
1898 begannen die katholischen Deutschen zusammen mit den Polen den Bau der Neustädter Marienkirche. Einer der Altäre wurde von Deutsch sprechenden Katholiken gestiftet, drei bunte Fenster über dem Hauptaltar von dem evangelischen Fabrikanten Felix Krusche. Pfarrer der Gemeinde in den Jahren 1908–1919 war Franz Jütter. 1918 wurde der Deutsch-Katholische Verein gegründet. Der Verein zählte 410 Mitglieder. Der Vorsitzende war Felix Hans und Schirmherr Priester Johann Wagner.

## Deutsche Kultur, Schulwesen, Sport
Die Deutsche Minderheit in Pabianice errichtete auch weltliche Bildungs-, Kultur- und Sportvereine und Organisationen. Die ersten entstanden noch zur Zeit der Teilung Polens.
Im 19. Jahrhundert existierte schon eine Elementarschule mit deutscher Unterrichtssprache. 1864 fand sie an der Schlossstraße Nr. 6 ihren Platz. Am Anfang des 20. Jahrhunderts übte Berthold Schulz hier das Amt des Lehrers aus. Später ab 1918 erhielt die Schule die Funktion einer Grundschule. Genannt wurde sie die Grundschule Nr. 9.
In der Zeit des Ersten Weltkrieges entstand das Pabianicer Deutsche Gymnasium, gegründet von dem Deutschen Gymnasialverein. Es fand seinen Platz an der St.-Johannes-Straße 6. Die Schule hatte einen koedukativen Charakter. Ihr Direktor war Gotthold Hanelt. 1932 wurde das Gymnasium in ein neu errichtetes Gebäude an der Legionówstraße (heute Grundschule Nr. 9 an der Partyzanckastraße) verlegt.
Zu den aktiven deutschen Vereinen gehörten die Sportklubs. Der erste Verein war die Bürgerschützengilde, die 1852 durch Deutsche gegründet wurde. Einer der Gründer dieser Organisation war Benjamin Krusche. Satzungsgemäß wurden jedes Jahr Schützenfeste um den Titel des Schützenkönigs organisiert, der einen Schützengürtel bekam. Die Mitglieder der Bürgerschützengilde trugen grüne Uniformen und Hüte mit Federn. Die Übungen und Wettkämpfe wurden auf dem von dem Magistrat gepachteten Schießplatz (heute Wolnościpark) veranstaltet. Nach 1914 kam die Tätigkeit der Bürgerschützengilde zum Stehen. Der Verein wurde 1927 unter dem Namen Pabianicer Sport- und Schützenklub neugegründet. 1928 bemühten sich die Mitglieder des Vereins bei dem Präsidenten der Stadt Pabianice Władysław Gacki darum, den Schießplatz zurückzuerhalten. Infolge eines langen Gerichtsprozesses wurde das Urteil gesprochen, welches den Schießplatz zurück an den
Magistrat der Stadt Pabianice gab. 1933 wurde ein Schießplatz auf den Feldern des Dorfes Karnyszewice eingerichtet.
Der zweite Sportklub war der 1864 durch die Pabianicer Deutschen gegründete Pabianicer Turnverein. Der Sitz des Vereins befand sich an der Długastraße (heute Pułaskiegostraße 36) in einem 1907 eigens für Turnzwecke erbauten Gebäude. Zum Ehrenvorsitzenden wurde Hermann Thommen (Direktor der Chemiefabrik) gewählt. Der Klub hatte sechs Sektionen. Der Pabianicer Turnverein war ein Ehrenmitglied des Turnvereins „Amicita“ in Basel.
1921 wurde der nächste Sportklub deutschen Charakters, der Pabianicer Sportklub „Burza“ mit Sitz an der Orlastraße 4 gegründet. Im Jahre 1934 zählte der Klub 152 Mitglieder. Der Vorsitzende war Theofil Zobel. Der Sitz des Vereins befand sich an der Śiętokrzyskastraße 37. Der Klub hatte zwei Sektionen, Fuß- und Korbball.
Ein Turnverein, der sowohl Deutsche als auch Polen als Mitglieder hatte, war der Sportverein der Angestellten der Firma „Krusche & Ender“. Der Verein entstand 1922 aus der Initiative des Vorsitzenden der Firma Richard Kanenberg. Der „Krusche & Ender“-Klub war die wichtigste sportliche Einrichtung der Stadt. Das Amt des Präsidenten bekleidete von Anfang an Felix Krusche, der Vorsitzende der Firma „Krusche & Ender“. 1934 gliederte sich der Klub in acht Sektionen. Er besaß einen Turnsaal, ein Hallengebäude mit einem Volleyballsportplatz und einer Laufbahn, Sprungschanze und Wurfanlage sowie einen 5 Hektar großen Sportplatz in der Stadtmitte, an der Schlossstraße. Außer dem Fußballstadion befanden sich dort auch ein Sportplatz für sportliche Spiele, eine sechsspurige Laufbahn mit einer Länge von 400 Metern, Sprungschanzen und Wurfanlagen, zwei Tennisplätze, ein Schießplatz und eine bedeckte Zuschauerloge. Darüber hinaus besaß der Sportklub einen Raum an der Pierackiegostraße.
Zu den weltlichen Verbänden gehörte auch der Pabianicer Männer-Gesangsverein, der 1888 gegründet wurde. Im Jahre 1934 zählte dieser 160 Mitglieder. Vorsitzender war Julius Filtzer und Dirigent Franz Pohl. Der Sitz des Pabianicer Männer-Gesangsvereins befand sich an der Pierackiegostraße 3.

## Politische Aktivität
In der Zeit der Polnischen Teilung war die Mehrheit der Deutschen als loyale russische Staatsbürger zu bezeichnen. Der polnische Novemberaufstand (1830–1831) gegen die Russen war für die Deutschen unverständlich und war als ein Aufruhr gegen einen rechtmäßigen Herrscher angesehen. Der Aufstand brachte für die Fabrikanten eine Bedrohung ihrer wirtschaftlichen Existenz, die sich auf dem Handel mit den Russischen Reich begründete. Erst nach der Assimilation nahm ein Teil der Kolonisten am Januaraufstand (1863–1864) teil.
Es stellte sich heraus, dass der Ausbruch des Ersten Weltkrieges und die deutsch-russischen Auseinandersetzungen für die deutschen Fabrikanten sehr ungünstig waren. In der Folge der deutschen Offensive geriet Pabianice 1915 unter deutsche Herrschaft. Aufgrund der Schließung der Grenze mit Russland gingen die großen Absatzmärkte der Pabianicer Industrie verloren. Der deutsche Fabrikant Ludwig Schweikert, der mit dem Verlauf der Dinge nicht einverstanden war, wurde gefangen genommen und nach seiner Freilassung gezwungen, nach Russland auszureisen. Damit brachte er die Verwaltung der chemischen Firma nach Moskau.
Die deutschen Besatzer ernannten neue Behörden in der Stadt. Der Bürgermeister wurde der Industrielle Alex Krusche (1876–1961), sein Stellvertreter wurde Josef Hans. Der zweite Bürgermeister wurde der Industrielle Paul Graeser. In den Stadtrat kamen viele Pabianicer Deutsche, u. a. Adolf Krusche (der Vorsitzende), Theodor Ender, Theodor Hadrian, Oskar Kindler und Oskar Krusche. Die Amtssprachen waren Deutsch und Polnisch.
Schon gleich am Anfang der Besatzungszeit begann eine systematische Verheerung der Fabriken, indem Maschinen, Halbfabrikate und fertiggestellte Waren nach Deutschland gebracht wurden. Am meisten verloren diejenigen Unternehmen, deren Besitzer Deutsche waren, in der Firma „Krusche & Ender“ wurden z. B. ohne Entschädigung Materialien und Rohstoffe im Wert von 1.950.000 Dollar beschlagnahmt. Im Jahr 1916 wurden Arbeiter auf den Straßen gefangen genommen und später als Zwangsarbeiter nach Deutschland gebracht. Im Februar des Jahres 1917 – im Zeichen der Uneinigkeit mit der Politik der deutschen Besatzer – trat Alex Krusche von seiner Bürgermeisterstelle zurück. An seine Stelle wurde ein Offizier der deutschen Armee Dankwerst befördert, der diese Stelle bis Oktober 1917 ausübte.
Im November 1918 war die deutsche Besatzung in Pabianice zu Ende. Die stationierten deutschen Soldaten wurden von den polnischen Unabhängigkeitsorganisationen entwaffnet.
In der Zwischenkriegszeit waren die deutschen Fabrikanten loyal gegenüber der polnischen Regierung und erfreuten sich ihrer Unterstützung. Die Pabianicer Deutschen waren in eigenen politischen Organisationen tätig und nahmen an den Stadt- und Parlamentswahlen teil. Zu den stärkeren Parteien gehörte der Deutsche Volksverband, dessen Vorsitzender in Pabianice Bernhard Horn war. Bei den Wahlen 1930 konnte der deutsche Wahlblock einen Sitz für Josef Spickermann im Senat (der zweiten Kammer des polnischen Parlaments) erringen.
Die Situation verschlechterte sich in den 1930er Jahren. Nach dem Jahr 1933 entstanden Feindseligkeiten zwischen Polen und Deutschen wegen des wachsendem Nationalismus beider Volksgruppen. Vor dem Ausbruch des Zweiten Weltkrieges gab es in Pabianice nationalsozialistische Gruppierungen. Außer dem Deutschen Volksverband bestand in Pabianice die Jungdeutsche Partei, deren Vorsitzender Emil Schmidt war. 1939 wurden die nationalen Aktivisten verhaftet und das Deutsche Gymnasium, der Pabianicer Turnverein sowie der Deutsche Volksverband aufgelöst. Am 8. September wurde Pabianice von der Wehrmacht besetzt. 1939 wurde Alex Krusche erneut Bürgermeister.
1942 wurde von der deutschen Wehrmacht ein in Piabance eingerichtetes Ghetto für 9.000 Juden geräumt, die Krusche und Ender-Fabrik diente dabei als Sammelstelle, 5.600 als arbeitsfähig gekennzeichnete Juden wurden ins Ghetto nach Lodz transportiert. 150 jüdische Patienten des jüdischen Krankenhauses und auch andere sich wehrende Juden wurden ermordet.